# Creative Control
Creative Control es una película estadounidense de 9 de noviembre de 2016, del género drama, dirigida por Benjamin Dickinson y protagonizada por el mismo Dickinson, Nora Zehetner, Dan Gill, Alexia Rasmussen, Gavin McInnes y Reggie Watts.

## Sinopsis
En la ciudad de Nueva York, un inventor crea un par de anteojos de realidad aumentada, que utiliza para crear un avatar de la novia de su mejor amigo. Pero su fantasía tecnológica se vuelve contra él.

## Reparto
- Benjamin Dickinson - David
- Nora Zehetner - Juliette
- Dan Gill - Wim
- Alexia Rasmussen - Sophie
- Gavin McInnes - Scott
- Reggie Watts - Reggie Watts
- Himanshu Suri - Reny
- Jay Eisenberg - Hollis
- Meredith Hagner - Becky
- Jake Lodwick - Gabe
- Robert Bogue - El Actor
- Jessica Blank - Lucy
- Austin Ku - Teddy
- H. Jon Benjamin - Gary Gass
- Sonja O'Hara - Lauren
- Jon Watts - Director Comercial

## Lanzamiento
La película tuvo su estreno mundial en South by Southwest el 14 de marzo de 2015. Poco después, Amazon Studios y Magnolia Pictures adquirieron los derechos de distribución de la película. La película fue comercializada en un lanzamiento limitado el 11 de marzo de 2016. Fue lanzada en video bajo demanda el 12 de abril de 2016.